# She Ain’t Worth It
She Ain’t Worth It (deutsch: Sie ist es nicht wert) ist ein Lied von Glenn Medeiros und Bobby Brown aus dem Jahr 1990, das auf Medeiros selbst betitelten Album erschien. Geschrieben wurde es von Antonina Armato, Bobby Brown und Ian Prince. Letzterer produzierte es auch mit Denny Diante.

## Geschichte
Der Song handelt von einer Frau, die den Männern reihenweise das Herz bricht, diesen einen Korb gibt und damit auch provoziert.
Die Veröffentlichung war am 5. Mai 1990, in den Vereinigten Staaten und Kanada wurde der New-Jack-Swing-Song ein Nummer-eins-Hit.

## Musikvideo
Zu Beginn wird Medeiros vorbereitet für seinen Videodreh, danach sitzt er vor der Kamera und tanzt auch mit Bobby Brown und einigen Tänzern eine Choreografie im Filmstudio. In Zwischenszenen telefoniert er auch mit einer Frau. Am Ende des Clips betritt die Frau aus dem Telefonat das Filmstudio.

## Kommerzieller Erfolg

### Chartplatzierungen
| ChartsChartplatzierungen       | Höchstplatzierung | Wochen |
| ------------------------------ | ----------------- | ------ |
| Deutschland (GfK)              | 15 (14 Wo.)       | 14     |
| Vereinigte Staaten (Billboard) | 1 (18 Wo.)        | 18     |
| Vereinigtes Königreich (OCC)   | 12 (9 Wo.)        | 9      |

| ChartsJahrescharts (1990)      | Platzierung |
| ------------------------------ | ----------- |
| Vereinigte Staaten (Billboard) | 24          |

### Auszeichnungen für Musikverkäufe
| Land/Region               | Auszeichnungen für Musikverkäufe (Land/Region, Auszeichnung, Verkäufe) | Verkäufe |
| ------------------------- | ---------------------------------------------------------------------- | -------- |
| Australien (ARIA)         | Gold                                                                   | 35.000   |
| Vereinigte Staaten (RIAA) | Gold                                                                   | 500.000  |
| Insgesamt                 | 1× Gold ·                                                              | 535.000  |

## Coverversionen
- 1994: Maxi Priest